# Klaus Mann
Klaus Heinrich Thomas Mann (München, 1906. november 18. – Cannes, 1949. május 21.) német író, Thomas Mann fia, az 1933 utáni emigráns német irodalom egyik legfontosabb képviselője.

## Élete
Klaus Mann nagypolgári környezetben született Münchenben, Thomas és Katharina Mann második gyermekeként illetve legidősebb fiaként. Az apa beházasodott a jómódú Pringsheim családba és maga is nagy sikert könyvelhetett el A Buddenbrook ház című regényével. Klaus Mannt „Eissi” néven szólították, amelyet eredetileg nővére, Erika adott neki. Ez a név később megjelent a levélváltásokban illetve Thomas Mann naplójában is.

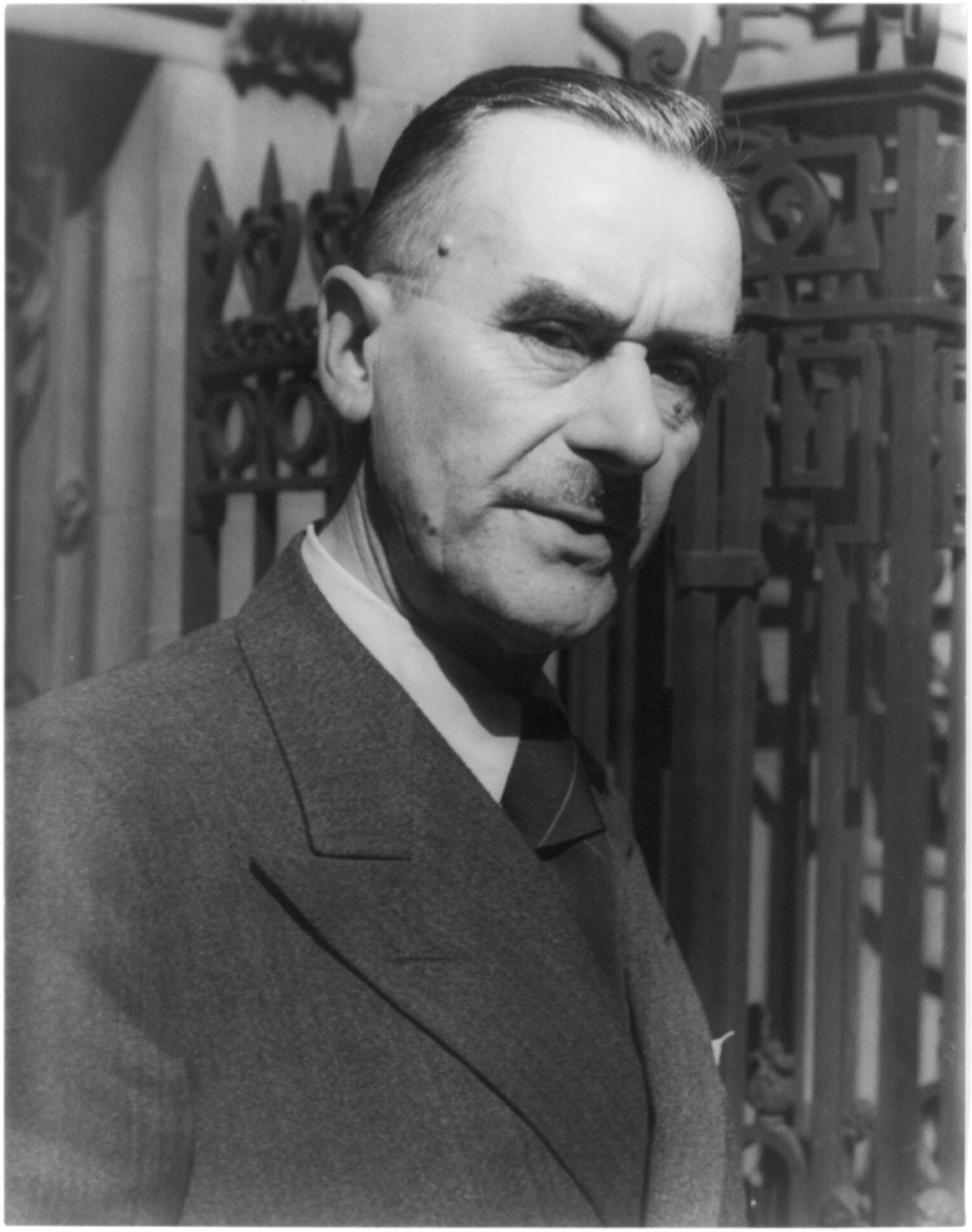
Thomas Mann, 1937.

Klaus Mann úgy emlegette származását, mint „életének legkeserűbb problémakörét”, mivel írói munkásságát mindig a híres apjáéhoz mérték, aki egyébként segített fiának abban, hogy 18 éves korában megjelentethesse első műveit a Die Weltbühne című hetilapban.
Kapcsolata távolságtartó apjával igen ambivalens volt. Már korán felpanaszolta naplójában „Z. (Thomas Mann) teljes hidegségét velem szemben.” Thomas Mann, akit a családban „varázslónak” neveztek, azonban így írt röviddel Klaus halála után:
„Bármennyi hirtelenség és könnyedség róható is fel munkájának, én komolyan hiszem, hogy ő a nemzedékének legtehetségesebbjei közé tartozott, talán a legtehetségesebb volt.”
Édesanyjával és Erika nővérével, akivel ikrek módján összetartoztak, ezzel szemben szoros bizalom fűzte össze, ami megmutatkozik számtalan levelében, amelyeket hozzájuk írt.

### Gyermek- és ifjúkora

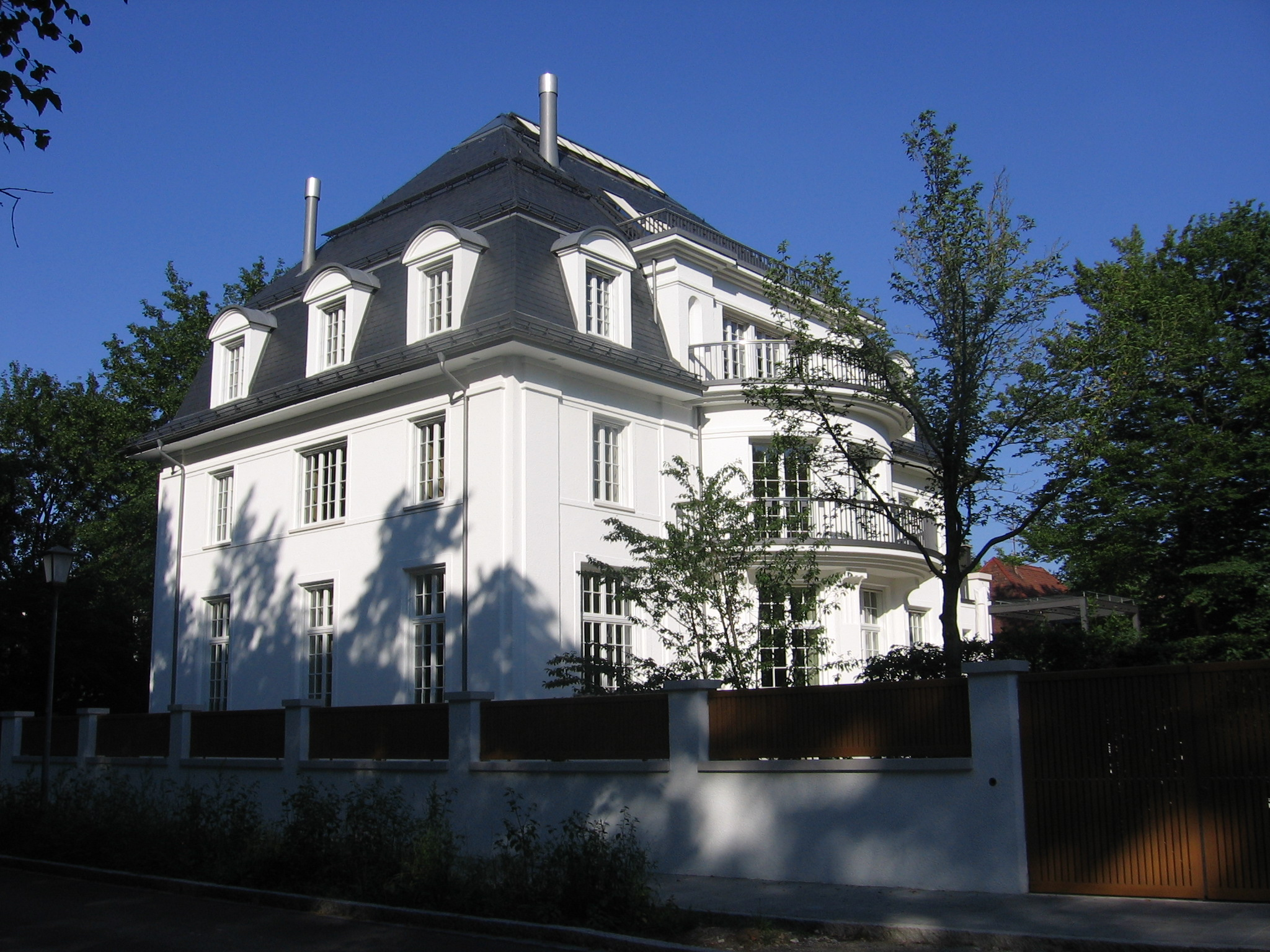
Az újjáépített egykori Mann-villa Münchenben, a Herzogpark városrészben

Klaus Mann München Schwabing nevű negyedében született, 1910-től a hattagú család és a személyzet a Mauerkircher Straße 13 alatt lakott két egymással összekötött négyszobás lakásban. 1914-ben a család a Herzogparkba költözött, az utca nevéről Poschi-nak keresztelt villába.
A nyári hónapokat leginkább Bad Tölzben töltötték egy 1908 körül épült vidéki házban. 1907 körül az apa eladta a tölzi házat egy hadikölcsön javára. 1918-ban megszületett a család ötödik gyermeke, Elisabeth („Medi”), majd egy évre rá hatodikként Michael („Bibi”). A család gyarapodását Klaus Mann így írta le: „Az apró teremtényekkel összehasonlítva méltóságteljesnek és megfontoltnak tűntünk fel önmagunk szemében, majdhogynem nagybácsik és nagynénikként”
A szülői ház sokrétű kulturális hatást nyújtott. Olyan írók vendégeskedtek itt mint Bruno Frank, Hugo von Hofmannsthal, Jakob Wassermann és Gerhart Hauptmann, együtt Thomas Mann kiadóival. A szomszéd Bruno Walter a klasszikus zenét és operát hozta közel a testvérekhez. A szülők a világirodalomból olvastak fel a gyermekeknek, később az apa saját műveit adta elő. A tizenkét éves Klaus Mann saját bevallása szerint naponta egy könyvet kiolvasott. Kedvenc szerzői tizenhat évesen már ígéretes irodalmárok voltak:

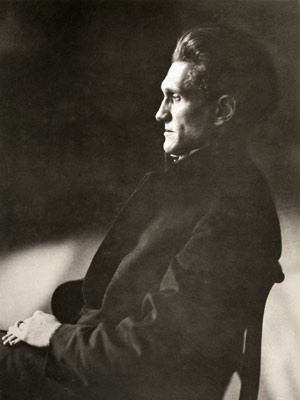
Stefan George, 1910

„Csorbítatlan dicsőségben ragyogott az a négyes csillagzat, amely ebben az időben az égboltomat uralta és amelyre ma is szívesen rábízom magam: Szókratész, Nietzsche, Novalis és Walt Whitman.”
Stefan George költőhöz is közel érezte magát: „A fiatalságom Stefan Georgeban a templomos lovagot tisztelte, aki verseiben küldetését és tetteit írta le. Mivel a nihilizmus fekete hulláma a felemésztéssel fenyegette a kultúránkat, … ő lépett színre – a militáns látó és ihletett lovag” Később mindazonáltal elfordult a nacionalista kultusztól, amit a költő körül műveltek. Későbbi írói pályafutására nagy hatással voltak apja, és nagybátyja, Heinrich Mann művei, akik irodalmi és politikai példaképeivé kellett válniuk.
1912 és 1914 között Klaus Mann és Erika nővére egy magániskolába jártak, majd két évig a népiskolába. Nővérével és Ricki Hallgartennel, egy zsidó értelmiségi család fiával együtt 1919-ben megalapították a Laienbund Deutscher Mimiker-t. A két fiatalabb testvér, Golo és Monika mellett a szomszéd gyermekek voltak a játszótársaik. A csoport három évig létezett és nyolc előadást állítottak színpadra, többek között Klaus Mann Kékszakáll lovag című darabját 1921-ben. Az előadások szűk körben zajlottak; a résztvevők nagy hangsúlyt fektettek a professzionalizmusra. Klaus ebben az időben színész akart lenni és több füzetet teleírt színdarabokkal és versekkel. A naplójába ezt írta: „Híresnek kell, kell, kell lennem.”
A népiskola után a müncheni Wilhelmsgymnasium következett. Közepes és rossz tanuló volt és csak a dolgozatok fogalmazásában nyújtott nagyon jó teljesítményt. Az iskolát ostobaságnak és értelmetlennek tartotta, „terhes szükségszerűség”-nek 1922. április és július között Erikával együtt internátusba került, egy reformiskolába. Mivel a felsőbb osztályokat a nagyobb diákok „anarchisztikus” engedetlensége miatt feloszlatták, Erika Mann visszatért Münchenbe, míg Klaus egy másik iskolába került. Ott „önelégült, koraérett és tehetséges ifjú” benyomását keltette, és szüleinek egy újabb reformiskolát javasoltak.
1922 szeptemberétől 1923 júniusáig az Odenwaldschule-ban sok kellemes élménnyel lett gazdagabb és új barátságokat kötött. Itt élte át az első homoerotikus fantáziákat. Amint azt második önéletírásában írta, beleszeretett Uto Gartmann nevű osztálytársába: „A homloka magas és hűvös volt. Magányos és gondtalan volt, mint az állatok és az angyalok. Egy papírszeletre azt írtam: 'Szeretlek'.” Az Odenwaldschule-ban fejlesztette ki magában a művész önismeretét és érzelmi kívülállását. Ez az érzés jön elő például az iskola vezetőjének írt búcsúlevelében: „Mindenhol jövevény leszek. Egy magamfajta ember mindenhol és mindenkor egyedül van” Visszatérve a szülői házba, magántanulóként készült az érettségire, mivel 1924-ben már nem akart visszatérni.
A gazdasági és politikai válsággal terhes 1923-as év azt az érzést keltette a fiatal nemzedékben. hogy kicsúszott a talaja lábuk alól, és hogy a szülők értékrendje már semmit nem jelent számukra. Az „elveszett generáció” tagjaként Klaus Mann gyakran járt berlini és müncheni kabarékba és lokálokba és így jegyezte fel naplójában élményeit:

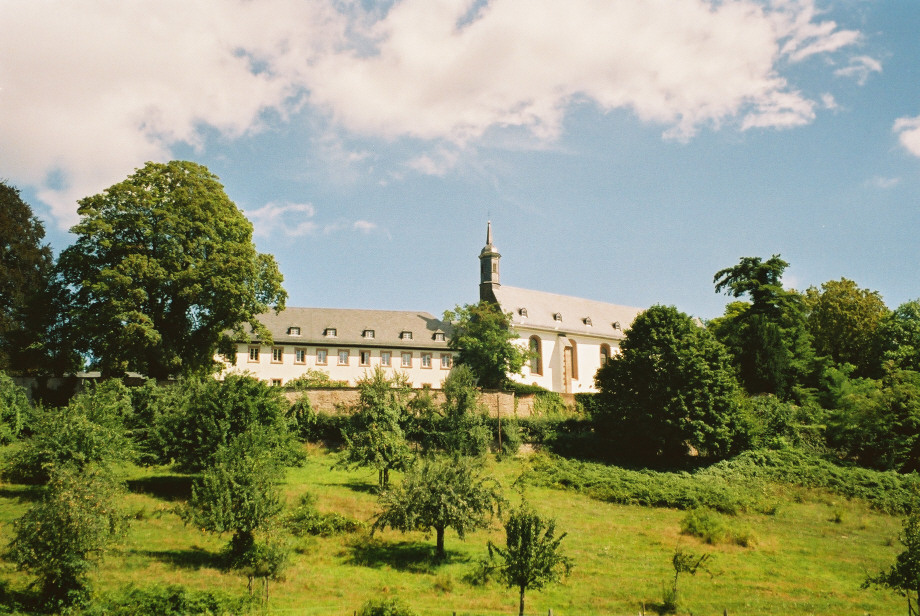
A neuburgi apátság

„Mivel a schwabingi kocsmák nem tűntek számunkra vonzónak, kialakítottuk saját bohéméletünket, egy könnyed, ugyanakkor kissé gyermekes kört. A kirándulásainkat egy Theo nevű fiatalember finanszírozta; ő volt az, aki a drága vendéglőkbe és mulatókba bevezetett minket, akik addig csak vágyakozva figyeltük kívülről. … Theo álarcosbálokat szervezett, éjszakai szánutazásokat, luxushétvégéket Garmischban vagy a Tegernseenél.”
1924. húsvéttól Klaus Mann több hetet töltött Alexander von Bernusnál, apja egyik barátjánál, a Heidelberg melletti neuburgi apátságban, ahol a Vor dem Leben című novelláskötetén, kabarédalokon és verseken dolgozott. Szeptember elején Klaus Erika után utazott Berlinbe. 18 évesen állandó állást kapott színikritikusként a 12 Uhr Blatt-nál, de csak néhány hónapig maradt ott. Ezt követően szabadúszó íróként élt, időnként állandó lakhely nélkül.

### Első sikerei
1924 júniusában Klaus Mann eljegyezte fiatalkori barátnőjét, Pamela Wedekindet, a drámaíró Frank Wedekind lányát, aki szoros kapcsolatban állt Erika Mannal is. Az eljegyzést 1928 januárjában felbontották. Pamela Wedekind 1930-ban Carl Sternheimhoz ment feleségül, közös barátnőjük, Thea Sternheim apjához.
Első színdarabját, az Anja und Esther-t, amelynek a témáját a kollégiumi időszakából választotta, 1925. október 20-án mutatták be Münchenben és október 22-én Hamburgban. Hamburgban a főszerepeket Klaus és Erika Mann, Pamela Wedekind illetve Gustaf Gründgens játszották. A darabot a közvélemény botrányosnak értékelte, mivel két leszbikus nő szerelmét ábrázolta. A kritikák ellenére a darab telt ház előtt ment.
Klaus Mann első nyomtatásban megjelent könyve az 1925-ben kiadott Vor dem Leben című novelláskötet volt. Ugyanabban az évben nyilvánosan felvállalta homoszexualitását, amikor kiadta a Der fromme Tanz regényét, amely egyik első homoszexuális témájú regény a német irodalomban. A regény első hosszabb külföldi útja után keletkezett, amelyet 1925 tavaszán tett Anglia, Párizs, Marseille, Tunézia, majd visszafelé Palermo, Nápoly és Róma útvonalon. Ugyanabban az évben jelent meg apjának Über die Ehe (A házasságról) című esszéje, amelyben a homoszexualitást „fonákság” és „átok” névvel illette. Thomas Mann ezzel saját homoszexuális hajlamaira utalt, amelyek kiélését nem engedte meg magának és életében nem is került nyilvánosságra. Mindazonáltal tolerálta gyermekeinek ilyen irányú kapcsolatait, így például Klaus Mann gyakran vitte magával partnerét a szülői házba.

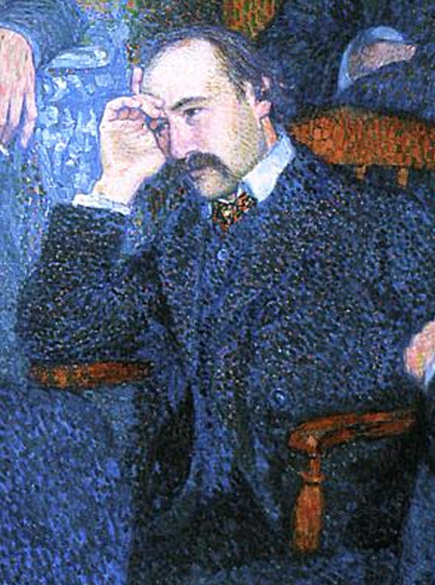
André Gide, 1901

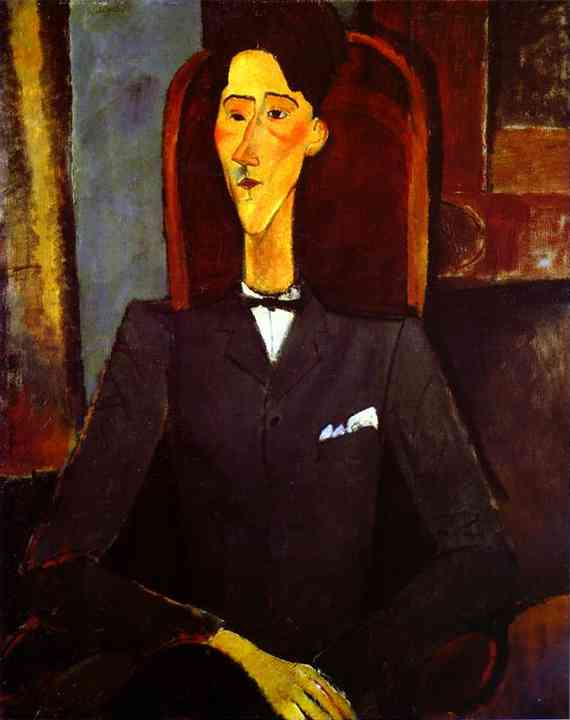
Jean Cocteau, 1919

Klaus Mann ezt követően sokat utazott. 1925-ben Párizsban tartózkodott, ahol több francia íróval ismerkedett meg; az egyik Jean Cocteau volt, akinek Les Enfants terribles című művét 1930-ban Geschwister címmel dramatizálta. Intellektuális és erkölcsi példaképe André Gide volt. Barátja volt René Crevel szürrealista író és rajta keresztül ismerkedett meg a párizsi szürrealistákkal. A mozgalom iránti rokonszenve utóbb elutasításba fordult, amely a Die Avantgarde – gestern und heute (1941) és Surrealistischer Zirkus (1943) című esszéiben csapódott le. Az elutasítás fő oka a kommunista politizálás és az a vezérkultusz volt, amit André Breton körül műveltek.
Erika Mann 1926. július 24-én férjhez ment Gustaf Gründgenshez. 1927-ben Klaus Mann Revue zu Vieren című színdarabjának ősbemutatóját Gründgens rendezte a Lipcsében, ugyanabban a felállásban, mint az Anja und Esther-t, majd turnéra indultak Erikával és Pamela Wedekinddel. A rossz kritikák miatt Gründgens féltette hírnevét, a hamburgi és berlini bemutatókon még játszott, de a turné további állomásain Cottbustól Koppenhágáig már nem lépett fel. Itt kezdődött Klaus Mann és Grundgens eltávolodása.
Az 1927-ben megjelent Heute und Morgen. Zur Situation des jungen geistigen Europas című esszéjében Klaus Mann azt a meggyőződését írta le, hogy Európának egyidejűleg kell teljesítenie a békével szembeni és szociális kötelességeit. Az erotikus témák után, amelyben kifejezte a testiség szeretetét, először került sor önkritikus megnyilvánulásokra, mivel a szociális kötelezettségeit addig elhanyagolta. A kölcsönös megértés politikájára szólított fel, mert számára ez volt a tanulság az 1914-es keserves tévedésből, amellyel a legtöbb értelmiségi „áldozatául esett a győzedelmes tébolynak, ahelyett, hogy átkozták volna.” Az esszében hivatkozott Heinrich Mann Diktatur der Vernunft (A józanság diktatúrája) című művére, Coudenhove-Calergi gróf páneurópai eszméjére és Ernst Bloch szocialisztikus elgondolásaira.
1927. október 7-én Klaus és Erika Mann több hónapos világ körüli útra indultak, amely 1928 júliusáig tartott, melynek során megfordultak az Egyesült Államokban Hawaiit is beleértve, Japánban, Koreában és a Szovjetunióban. A saját nemzetközi kapcsolatai és apjának hírneve által a szellemi élet sok hírességével találkoztak, mint például Emil Jannings és Upton Sinclair. A figyelemfelhívás érdekében a The Literary Mann Twins (az irodalmár Mann ikrek) álnevet választották maguknak és ikrekként mutatkoztak be. Az utazás fedezetét előadásokból próbálták megteremteni, de a bevételük igen alacsony volt, ezért az út végére komoly adósságokba keveredtek, amelyet Thomas Mann egyenlített ki, miután 1929-ben megkapta a Nobel-díjat. Közös útibeszámolójuk 1929-ben Rundherum címmel jelent meg.
1929-ben jelent meg Klaus Mann Alexander. Roman der Utopie című regénye, amelyben Nagy Sándor életét írta le. Első könyvéhez képest a stílusa funkcionálisabb, szűkszavúbb lett, ennek ellenére Klaus Mann a hagyományos, kimerítően elbeszélő stílus képviselője maradt. Noha „az elveszett generációhoz” tartozónak tartotta önmagát, nem vett példát az amerikai „Lost Generation” képviselőiről (Gertrude Stein, Sherwood Anderson és Ernest Hemingway), akik rövid, egyszerűen fogalmazott mondatokban írtak.
Erika Mann és Gustaf Gründgens művészházassága nem volt tartós; 1929. január 9-én elváltak. Később Klaus Mann Gründgenst választotta modellként Mephisto című regényéhez, amely 1936-ban jelent meg Amszterdamban, és az 1971-es újrakiadás megtiltásával irodalmi botrányhoz vezetett.
1930 elején Klaus és Erika Mann Észak-Afrikába utaztak. A marokkói Fez városában kerültek először kapcsolatba a hasissal. Klaus drogfogyasztása, amelytől élete végéig nem tudott szabadulni, már 1929 végén kezdődött, akkor morfiumot szedett. Feltételezhetően Thea Sternheim barátja és későbbi férje, Rudolf von Ripper ismertette meg az írót az anyaggal.

### A Harmadik Birodalom előszele
Az 1929-es gazdasági válság áttörést hozott a német nemzetiszocialista párt, az NSDAP számára; az 1930-as választásokon a párt szavazóinak száma látványosan növekedett és az addigi 12 helyett 107 helyet szereztek a parlamentben. Klaus Mann első ízben 1930 őszén foglalt nyilvánosan állást egy bécsi előadáson: „Aki a politikában tegnapig még apatikus volt, azt felrázta a parlamenti választásaink eredménye.”
1932 tavaszán jelent meg első önéletírása Kind dieser Zeit (Korunk gyermeke) címmel, amelyet Ricki Hallgartennek ajánlott és amely az 1906–1924 közötti éveket fogta át. A Hitler hatalomra kerülése előtti néhány hónapban a könyvet sokan olvasták, mivel a híres családból származó híres fiú irodalmi önarcképe az anekdotákkal kielégítette az olvasóközönség kíváncsiságát. A könyvet 1933-ban betiltották.
Szintén 1932-ben jelent meg a Treffpunkt im Unendlichen című regény, melynek témája a fiatal művészek és értelmiségiek élete Berlinben és Párizsban a Hitler hatalomrajutása előtti időkben. A főszereplő Gregor Gregori karrierista alakja sokban azonos a későbbi Mephisto-beli Hendrik Höfgennel.
Klaus és Erika Mann, Ricki Hallgarten és közös barátnőjük Annemarie Schwarzenbach újabb utazást terveztek, ezúttal autóval Perzsiába. Az utazás előestéjén, 1932. május 5-én Ricki Hallgarten öngyilkos lett. Klaus Mann a Ricki Hallgarten – Radikalismus des Herzens (Ricki Hallgarten – a szív radikalizmusa) című esszéjében állított neki irodalmi síremléket.

### Európai száműzetés
Hitler kancellárrá válása után Klaus Mann a nemzetiszocializmus aktív ellenfelévé vált és közreműködött az Erika által 1933 elején alapított kabaréban (Die Pfeffermühle), amely politikai szatirikus műsorával a nemzetiszocializmus ellen lépett fel. A letartóztatást elkerülendő, 1933. március 13-án elhagyta Németországot és Párizson keresztül száműzetésbe vonult. Szüleinek korábbi lakóhelyén, Sanary-sur-Merben lett a találkozóhelye testvéreivel és más német ajkú emigránsokkal, például Hermann Kestennel, illetve Franz és Alma Werfellel. Az emigráció első időszakában tartózkodott még Amszterdamban és a Zürich melletti Küsnachtban, ahol szülei házat béreltek.

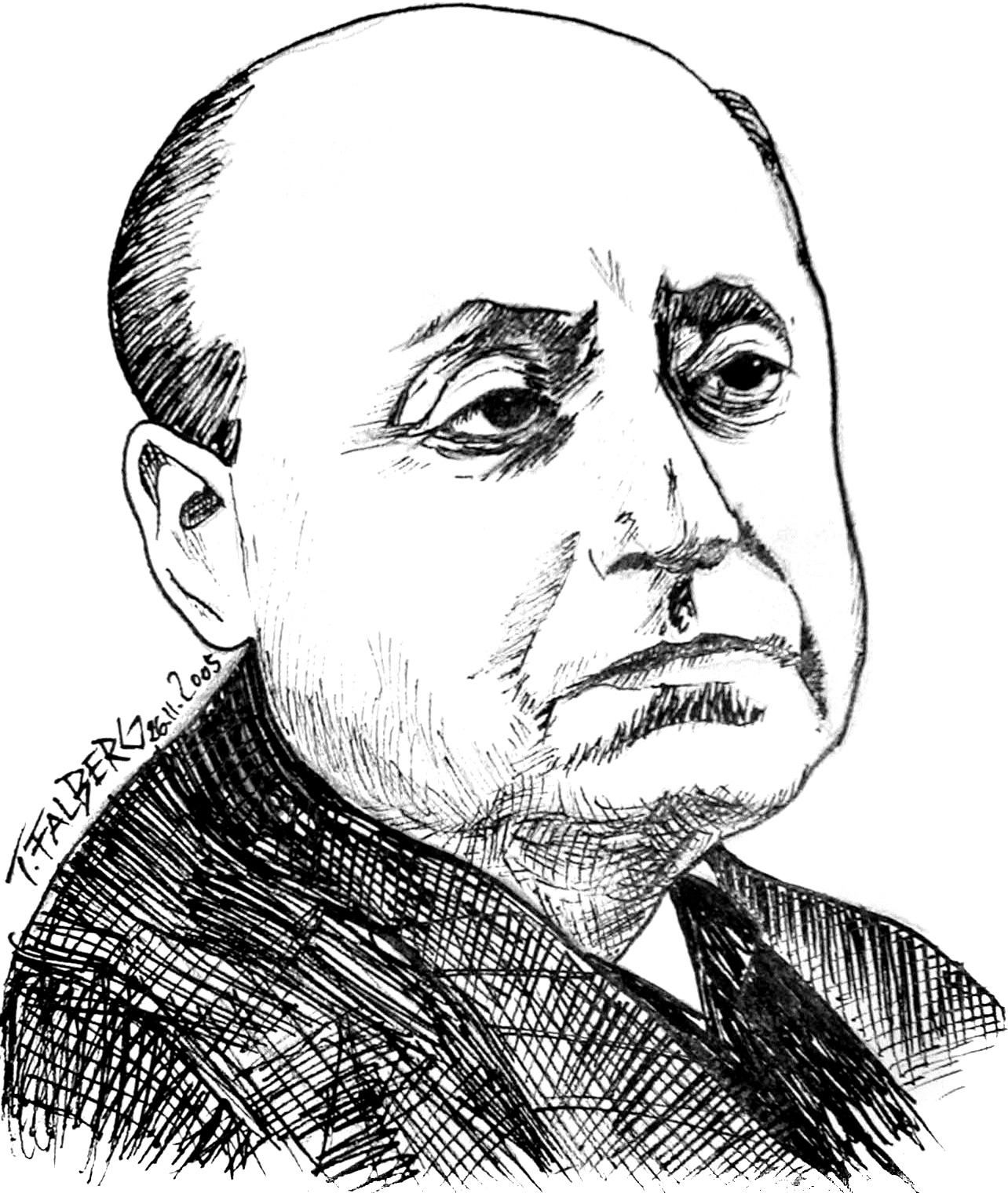
Gottfried Benn 1951 körül, Tobias Falberg rajza

1933. május 9-én levelet írt az általa egykor tisztelt írónak, Gottfried Bennek, amelyben szemére hányta a nemzetiszocializmushoz való pozitív hozzáállását. Felrótta, hogy Benn azoknak bocsátotta rendelkezésre a nevét, valaha a legmagasabb színvonal szinonimáját, „akiknek a színvonaltalansága abszolút példátlan az európai történelemben és akiknek a morális tisztátalansága a világot utálattá változtatja." Benn egy nyílt levéllel válaszolt, amelyet először a berlini rádió sugárzott „Válasz egy irodalmi emigránsnak” címmel, majd a „Deutsche Allgemeine Zeitung” május 25-én megjelentette nyomtatásban is. Ebben tagadta az emigránsoknak azt a jogát, hogy a németországi helyzetet megfelelően megítéljék. Utóbb Benn belátta tévedését és 1950-ben megjelent Doppelleben című könyvében azt írta az akkor huszonhét éves Mannról, hogy „a helyzetet helyesebben ítélte meg, a dolgok kifejletét pontosan előrelátta, világosabban gondolkodott, mint én.”
Mann regénye, a Der fromme Tanz más művei között azoknak a könyveknek a sorába tartozott, amelyeket a nemzetiszocialisták 1933. május 10. és június 21. között nyilvánosan elégettek. Erről május 11-én a következő cinikus megjegyzést tette a naplójában: „tegnap az én könyveimet is nyilvánosan elégették az összes német városban; Münchenben a Königsplatzon. A barbárságtól az infantilizmusig. De megtisztelnek vele.”
1934 augusztusában Klaus Mann vendégként részt vett a szovjet írók moszkvai kongresszusán, de egyedüli meghívott irodalmárként kissé távolságtartóan állt hozzá a szocialista tanokhoz, másképp mint például Willi Bredel, Oskar Maria Graf és Ernst Toller. 1934 szeptemberében aláírt egy felhívást az autonóm Saar-vidék Németországhoz való visszacsatolása ellen. Emiatt november elején megfosztották állampolgárságától és ezt követően holland útlevéllel állampolgárság nélküliként utazott. Vele egyidejűleg váltak hontalanná Leonhard Frank és Otto Strasser írók, illetve Erwin Piscator rendező.

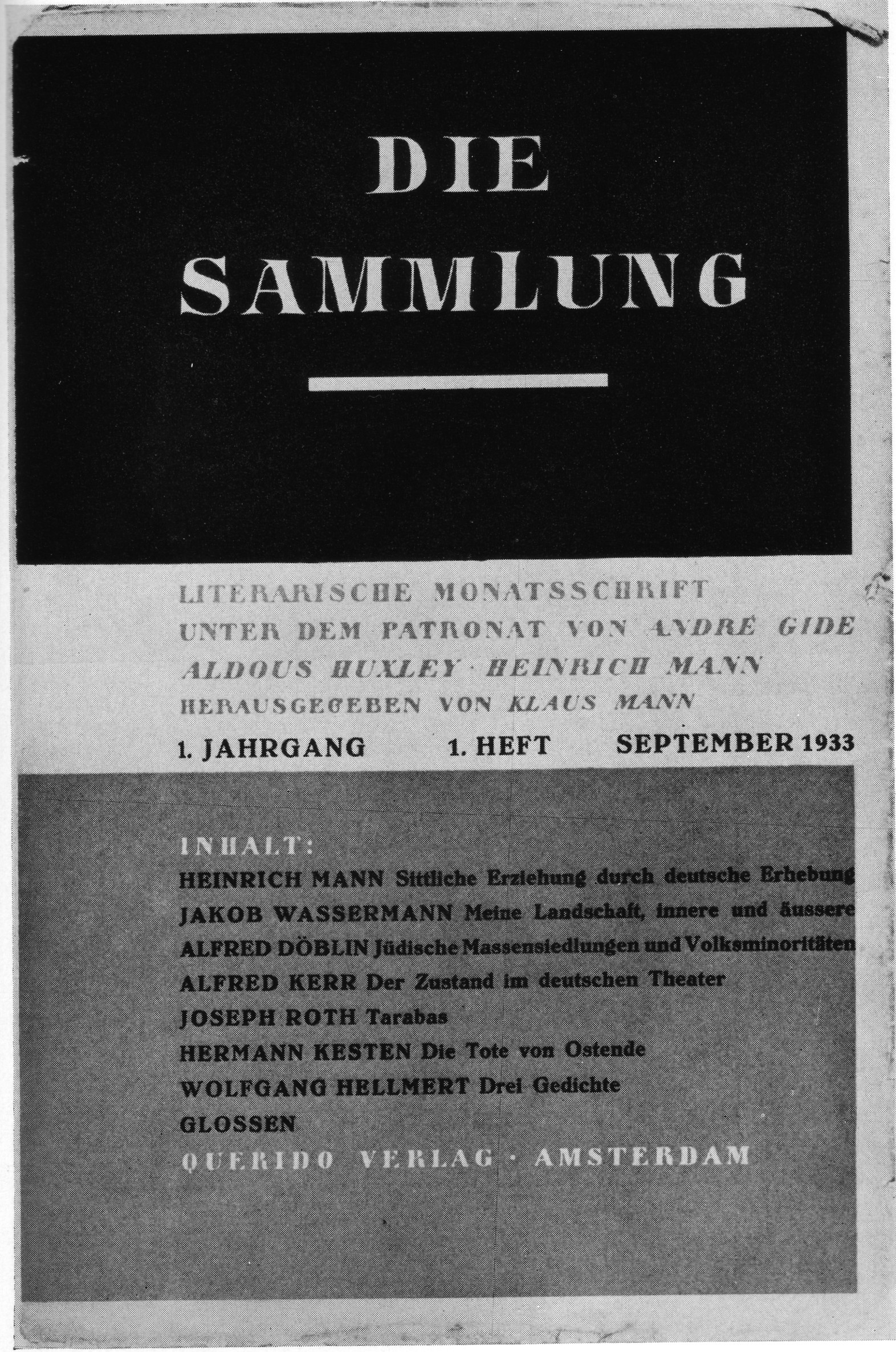
Die Sammlung. Első füzet, 1933. szeptember

1933 szeptemberétől Klaus Mann Amszterdamban a Querido kiadónál jelentette meg a Die Sammlung című folyóiratot. A holland kiadó újonnan alapított német nyelvű osztályát az író barátja, Fritz Helmut Landshoff vezette, aki sok emigráns német író könyvét jelentette meg. Mann kijelentése szerint Landshoff volt „a legszebb emberi kapcsolat, amelyet a száműzetés első éveinek köszönhetek.” A Die Sammlung-ban közölt többek között Heinrich Mann, Oskar Maria Graf, André Gide, Aldous Huxley, Heinrich Eduard Jacob és Else Lasker-Schüler. Amikor a folyóirat 1935 augusztusában az előfizetők alacsony száma miatt, Annemarie Schwarzenbach és Fritz Landshoff anyagi támogatása ellenére megszűnt; Klaus Mann hónapokon át fizetség nélkül dolgozott. Egyes szerzők mint például Stefan Zweig, Robert Musil, Alfred Döblin és Thomas Mann elutasították a segítséget vagy utólag elhatárolódtak a folyóirattól, mivel a benne megjelent szövegeket túlságosan politikai jellegűnek tartották, ezért féltek, hogy munkásságuk hátrányt szenved Németországban. Gottfried Bermann Fischer például azzal érvelt, hogy aki továbbra is szeretné a könyveit Németországban kiadatni, nem szabad a Német Birodalomban betiltott folyóiratban mint a Sammlung közreműködnie.
A következő években Klaus Mann az emigránsok életét élte változó helyeken, mint Amszterdam, Párizs, Svájc, Csehszlovákia, Magyarország és az Amerikai Egyesült Államok. Ebben a korszakban jelent meg három legjelentősebb műve: Flucht in den Norden (1934), a Symphonie Pathétique című Csajkovszkij-regény (1935) és a Mephisto (1936). Korábbi sógorának, Gustaf Gründgensnek az átalakulása karrieristává, Hermann Göring védencévé és a Harmadik Birodalom kulturális képviselőjévé megrémítette az írót és ez ihlette valószínűleg legismertebb művét. A főhős, Hendrik Höfgen emlékeztet Diederich Heßlingre Heinrich Mann Az alattvaló című könyvéből, amelyet Klaus Mann a Mephisto megírása közben újraolvasott és felismerte az 1918-ban írott, a császárságról szóló könyv rémisztő, profetikus aktualitását.
A német állampolgárságtól való megfosztás után Klaus – a Mann család más tagjaihoz hasonlóan – 1937-ben Csehszlovákia állampolgára lett. (Erika Mann a Wystan Hugh Audennel kötött második házassága folytán már 1935-ben brit állampolgárrá vált.) 1937 nyarán, röviddel az első ópium-elvonókúrája előtt Budapesten ismerte meg az amerikai film- és irodalomkritikus Thomas Quinn Curtisst, aki több éven keresztül az élettársa volt. Neki ajánlotta az ebben az évben megjelent Vergittertes Fenster (Rácsos ablak) című novellát, amelyet II. Lajos bajor királyról írt. A második elvonási kísérletre 1938 áprilisában, Zürichben került sor. 1938 júniusában és júliusában a spanyol polgárháborúban a Pariser Tageszeitung tudósítójaként tevékenykedett.

### Amerikai száműzetés

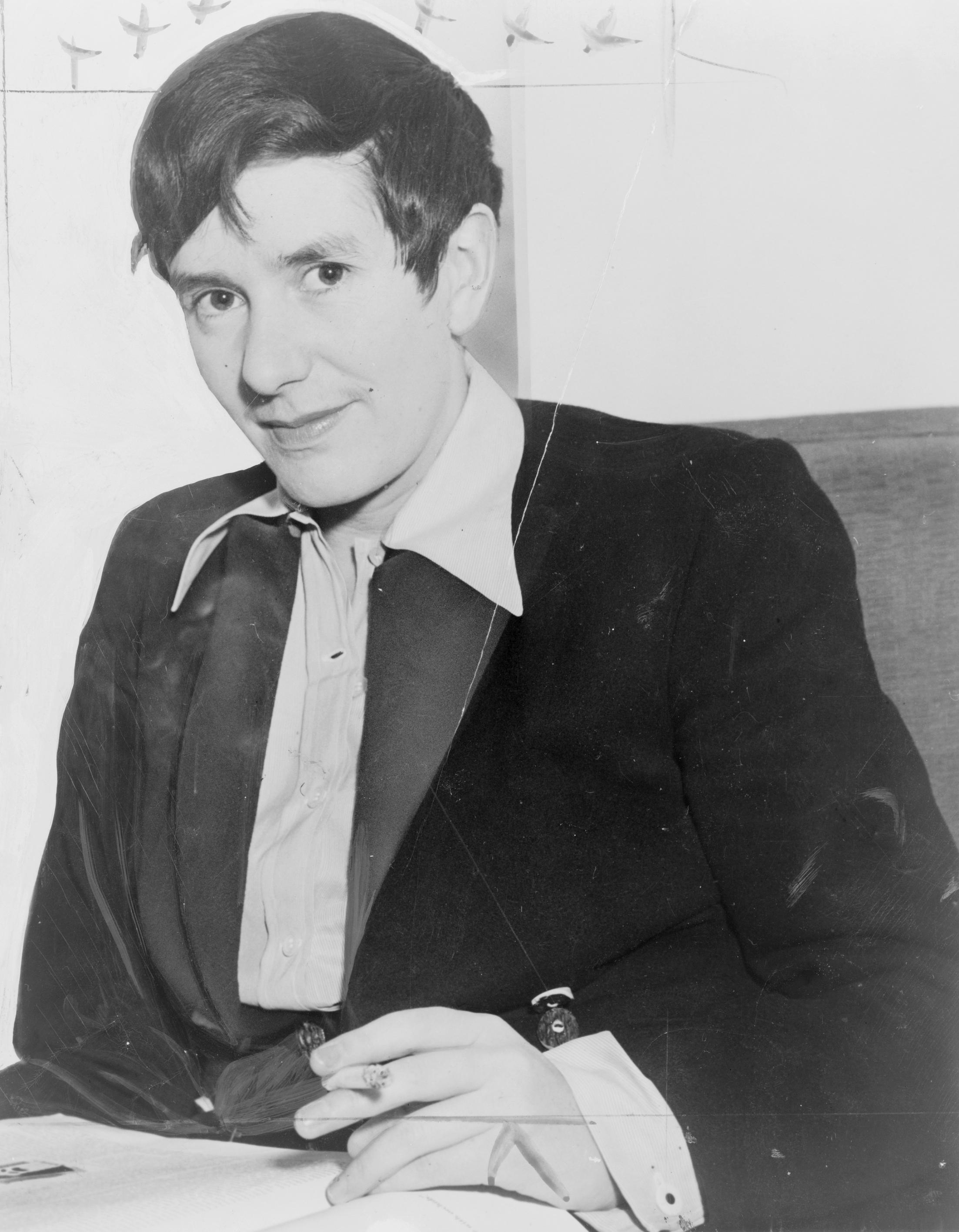
Erika Mann, 1938 körül

1938 szeptemberében, egy évvel a második világháború kitörése előtt szüleihez hasonlóan az Amerikai Egyesült Államokba emigrált. Erika Mann már egy évvel korábban ezt az országot választotta száműzetése helyéül. A testvérek vérfertőzés hírébe keveredtek és az írót feljelentették homoszexuális kapcsolatai miatt. 1940-től kezdődően Klaus és Erika Mann telefonját és levelezését az FBI megfigyelés alatt tartotta, mivel mindkettőjüket azzal gyanúsították, hogy a kommunizmus hívei. A megfigyelés ténye csak 1948-ban került nyilvánosságra.
Klaus Mann gyakran vendégeskedett szüleinek a princetoni házában, de gyakran szállt meg a manhattani „Hotel Bedford”-ban is. 1941-ig főleg előadókörutakat tartott különböző amerikai városokban, hogy felhívja a figyelmet a nemzetiszocialista Németország történéseire. 1939-ben jelent meg az Escape to Life. Deutsche Kultur im Exil című könyv a német kultúra száműzetésben élő képviselőiről, amely nagy sikert aratott. Ezt is, illetve az 1940-ben megjelent The Other Germany-t is Erika Mannal közösen írták. Az első kézirat, amelyet Klaus Mann már teljesen angolul írt és 1940 augusztusában fejezett be, a Distinguished Visitors volt; ebben neves európai személyiségekről ( például Chateaubriand, Sarah Bernhardt, Antonín Dvořák, Eleonora Duse és Georges Clemenceau) készített portrét és leírta tapasztalataikat Amerikával kapcsolatban. A mű az író életében nem talál kiadóra és első ízben 1992-ben jelent meg német fordításban.

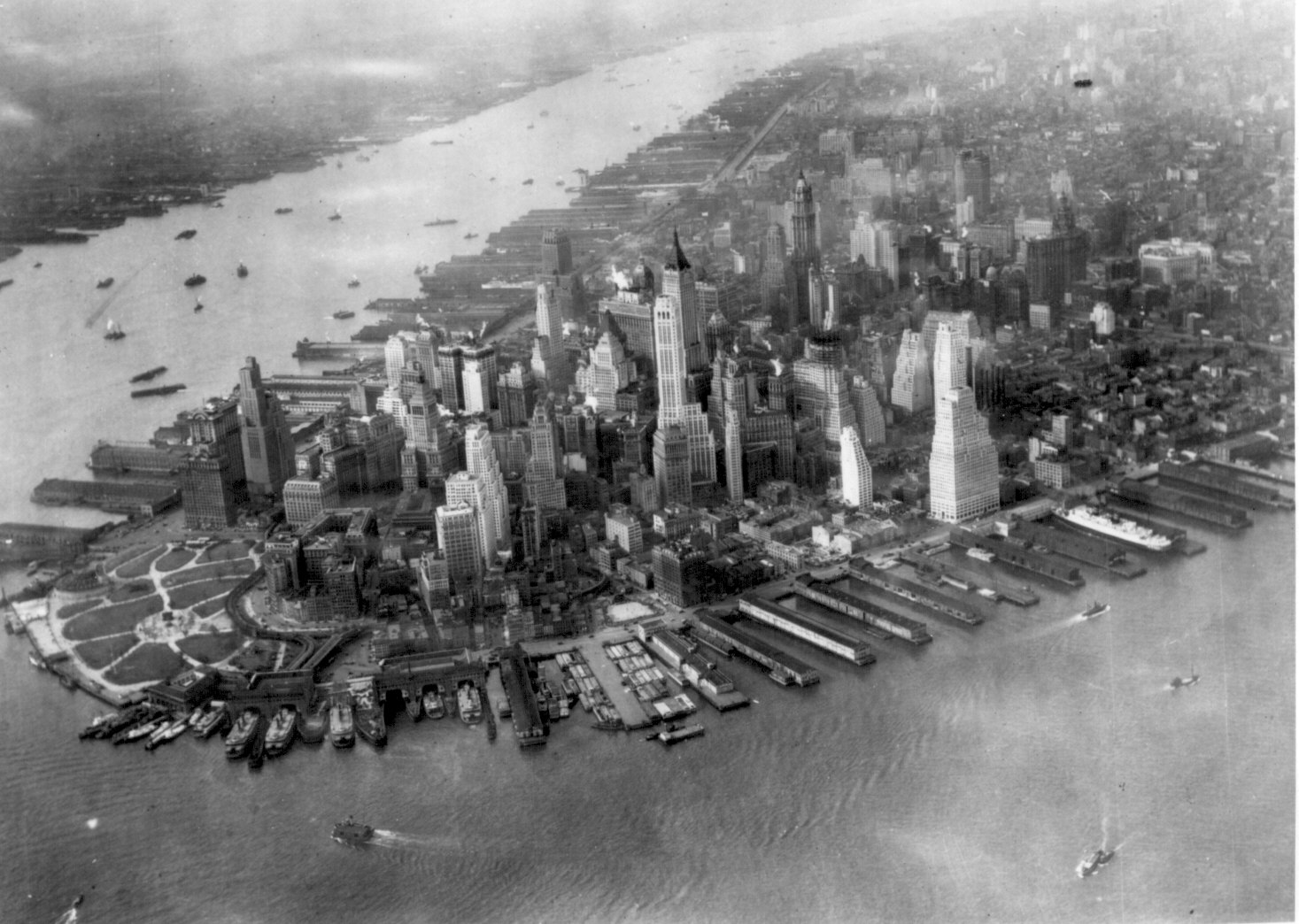
Manhattan, 1942

1941. január és 1942. február között Klaus Mann a náciellenes Decision. A Review of Free Culture című folyóirat kiadója volt. A folyóiratnak azonban túl kevés előfizetője volt, így minden fáradozása ellenére a folyóirat kiadását egy év múlva le kellett állítania. A folyóirat sikertelenségét súlyos kudarcként élte meg. 1941 nyarán első ízben kísérelt meg öngyilkosságot, amelyet azonban a Decision szerkesztője, Christopher Lazare megakadályozott.
1942-ben jelent meg második önéletírása The Turning Point (németül Der Wendepunkt) címen, amelyet angolul írt és később fordított németre. A német kéziratot kevéssel a halála előtt, 1949 áprilisában fejezte be. A német változat azonban nem azonos az amerikai kiadással: a német szöveg bővebb és egy 1945. szeptember 28-i levéllel végződik, míg az angol szöveg utolsó egy 1942. júniusi naplóbejegyzéssel ér véget.
A Turning Point megjelenése után Klaus Mann tanulmányt kezdett írni André Gide-ről, André Gide and the Crisis of Modern Thought címmel. Ezt követően Hermann Kestennel dolgozott együtt egy európai irodalmi antológián. Mindkét mű 1943-ban jelent meg.

### Az amerikai hadseregben
1941 végén Klaus Mann belépett az amerikai hadseregbe, hogy legyőzze személyi válságát és depresszióját, megszabaduljon az adósságaitól és még aktívabban harcoljon a szélsőjobb ellen. Az önkéntes jelentkezése után a behívása 1942 decemberéig elhúzódott. Elborzadva tapasztalta az amerikai hadseregben uralkodó rasszizmust, amely a színes bőrű katonákkal szemben nyilvánult meg, akiket niggernek neveztek és a tábor külön részében éltek, „egyfajta fekete gettó”-ban. 1943. szeptember 25-én Klaus Mann amerikai állampolgárrá lett és 1943. december 24-én csapatával elutazott az 5. amerikai hadsereg staff sergeant-jeként. Először Észak-Afrikában állomásoztak, majd Olaszországban. Ott többek között propagandaszövegeket fogalmazott a szövetséges csapatoknak. 1944 augusztusában kérelmezte a hadseregből való elbocsátását, hogy civilként a Psychological Warfare Division-hoz, az OSS hírszolgálat alegységéhez kerülhessen és a háború utáni felszabadított Németországban dolgozhasson, de a kérelmét elutasították, mivel az akkori hadihelyzetben senkit nem engedtek leszerelni. Az amerikai hadsereg németül beszélő katonájaként a feladatai közé tartozott a német hadifoglyok kihallgatása, akik között voltak kőkemény SS-tisztek, de skrupulusmentes, opportunista vagy megfélemlített fiatalemberek is a Wehrmacht egyenruhájában; sok közülük tartotta magát a katonai erények katalógusához. Végezetül kielemezte a kihallgatási jegyzőkönyvet, hogy megfelelő érveket találjon a felvilágosító munkájához. Bátorítóan hatott Klaus Mannra, amikor a hadifoglyok között az általa náciellenesnek tartott müncheni színésszel, Hans Reiserrel találkozott, akivel a háború után szívélyes levélváltást folytattak. 1945-től kezdődően hetente cikkei jelentek meg az amerikai The Stars and Stripes újság római kiadásában.

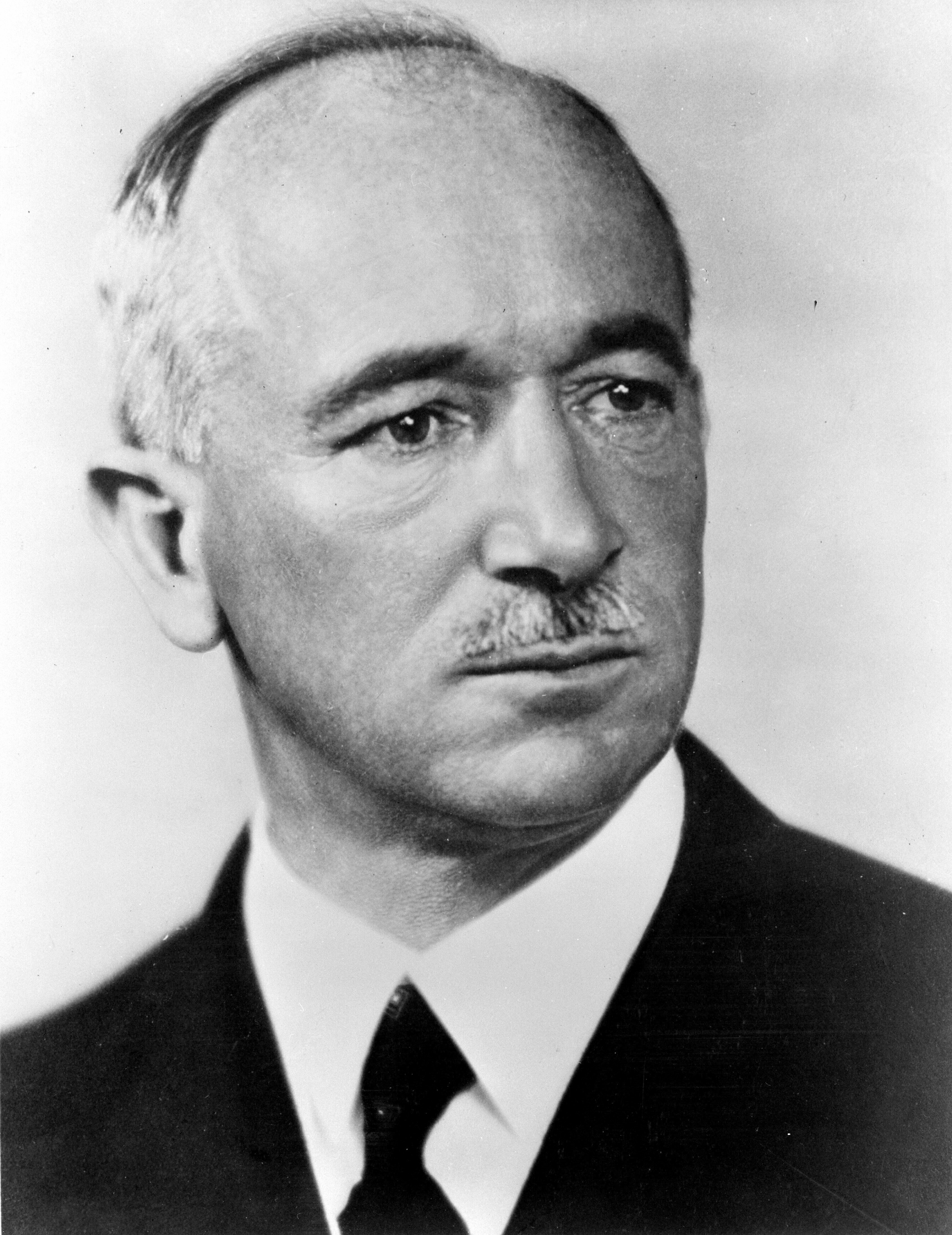
Edvard Beneš, 1942 körül

A háború után Klaus Mann Stars and Stripes németországi különtudósítója lett. Ebben a minőségében látogatott el 1945-ben Münchenbe, ahol megtekintette a szétbombázott szülői házat és megtudta, hogy az SS egy Lebensborn otthont rendezett be a villában. Augsburgban más újságírókkal együtt interjút készített a tárgyalására váró Hermann Göringgel. Meglátogatta és kikérdezte a Németországban maradtak közül Lehár Ferencet, Richard Strausst, Karl Jasperst és Emil Janningsot, Bayreuthban interjút készített Winifred Wagnerrel. Prágában az interjú alanya a csehszlovák államelnök Edvard Beneš volt, akit szintén ismert a korábbi időkből; Beneš ajánlotta fel a Mann családnak a csehszlovák állampolgárságot.
Szeptember 28-án felmentették a katonai szolgálat alól. Ezután váltakozva Rómában, Amszterdamban, New Yorkban és Kaliforniában élt. 1945 őszén Roberto Rossellini neorealista filmjének, a Paisà-nak a forgatókönyvével dolgozott. Az általa írt epizódot (The Chaplain) azonban erősen megváltoztatták és a filmen nem tüntették fel a nevét.
1945-46-ban készült a Der siebente Engel című drámája, amelyet azonban soha nem mutattak be.

### Háború utáni évek
Németországban Klaus Mann már nem érezte otthon magát; korán felismerte az elfojtás légkörét. 1947-ben egy angol nyelven tartott előadásában lemondóan így fogalmazott: „Yes, I felt a stranger in my former fatherland. There was an abyss which separated me of those who used to be my countrymen. Wherever I went in Germany, the … nostalgic Leitmotiv followed me: ‚You can’t go home again!‘” („Igen, idegennek éreztem magam a hazámban. Egy szakadék választott el korábbi honfitársaimtól. Bármerre jártam Németországban, elkísért egy nosztalgikus vezérmotívum: ‚Nem térhetsz vissza!‘”
1948-tól Klaus Mann ismét hosszabb ideig élt Kaliforniában, apja házában, akitől pénzügyileg függött. Július 11-én öngyilkosságot kísérelt meg, ami nyilvánosságra került. Elhagyta a szülői házat és különböző barátoknál lakott. Augusztusban barátja, Fritz Landshoff lektori állást szerzett neki az amszterdami Bermann-Fischer/Querido kiadónál, ahol azonban csak néhány hónapig maradt. Egyre inkább nehezére esett az írás. Amint azt barátjának, Herbert Schlüternek írta: az írás „nehezebb, mint gyermekkorom könnyed napjaiban. Akkor ‚egy‘ nyelvem volt, amelyen teljes fürgeséggel ki bírtam fejezni magam; most két nyelven akadozom. Az angolban soha nem leszek annyira teljesen otthon, amennyire a németben 'voltam' – de már nem ‚vagyok‘ …” Attól félt, hogy szerzőként már nem jön számításba. Ezért is bátortalanította el Georg Jacobi válasza, aki a Langenscheidt Verlag ügyvezetőjeként elutasította a Mephisto már szerződésben rögzített újrakiadását.
Az 1949-es naplója ezekkel a szavakkal kezdődik: „I am not going to continue these notes. I do not wish to survive this year” – „Nem fogom folytatni ezeket a feljegyzéseket. Nem kívánom túlélni ezt az évet.” További súlyos csalódást okozott az év tavaszán, hogy a Querido kiadótól csak kitérő válaszokat kapott a Wendepunkt német nyelvű, átdolgozott és kibővített kiadásával kapcsolatban. Németországban a könyv csak az író halála után, Thomas Mann nyomására jelent meg 1952-ben.
Április elején Cannes-ba költözött, hogy utolsó, befejezetlenül maradt regényén (The Last Day) dolgozzon, amelynek tárgya az öngyilkosság mint válasz a világ tökéletlenségére. Május 5. és 15. között egy nizzai klinikán volt elvonókúrán. Május 21-én halt meg Cannes-ban, altató-túladagolás következtében. Előző nap még leveleket írt Hermann Kestennek, édesanyjának és nővéreinek, amelyekben az írási nehézségekről, anyagi gondokról és a nyomasztó időjárásról panaszkodott. Ugyanakkor említést tett néhány nyárra vonatkozó tervéről. Különböző okok és körülmények összjátéka (látens halálvágy, a politikai és személyes csalódások és az aktuális körülmények) hajtotta Klaus Mannt az önként választott halálba.
Klaus Mannt Cannes-ban helyezték örök nyugalomra. A családból egyedül testvére, Michael vett részt a temetésen. Szülei és Erika európai előadókörúton voltak Stockholmban, itt érte utol őket a halálhír. Közösen úgy döntöttek, hogy nem szakítják meg az utat, de a társasági eseményektől távol maradtak. A sírkőre Erika Mann Lukács evangéliumából a következő idézetet íratta angol nyelven: „For Whosoever Will Save His Life Shall Lose It. But Whosoever Will Lose His Life … The Same Shall Find It.” – „Mert a ki meg akarja tartani az ő életét, elveszti azt; a ki pedig elveszti az ő életét én érettem, az megtartja azt.” Ezeket a szavakat választotta ugyanis Klaus Mann utolsó regényének mottójául. Egy évvel később jelent meg Erika Mann szerkesztésében a Klaus Mann zum Gedächtnis (Klaus Mann emlékére) című könyv, Thomas Mann előszavával, amelyben a barátok, többek között Max Brod, Lion Feuchtwanger és Hermann Kesten írásai kaptak helyet.

## Művei
Klaus Mann életrajzírója, Uwe Naumann ezt írja a Ruhe gibt es nicht, bis zum Schluß című dokumentumkötetében: „Sok tekintetben megelőzte korát azáltal, hogy megszegte a konvenciókat és szabályokat. … Amilyen modern és aktuális volt egyrészt – ugyanolyan erősen sok hagyomány rabja. Sok tekintetben Klaus Mann a 19. század sarja. … Például azok a stilisztika eszközök, amelyeket Klaus Mann használt irodalmi műveiben, gyakran meglepően konvencionálisak voltak; a szavakkal gazdag pátosz, amely több írásában is megtalálható, számunkra akik később születtünk, már idegenné vált. Nem volt rá jellemző, hogy lakonikusan fogalmazzon; és soha nem is jutott eszébe, hogy ebben valami korszerűtlent lásson”.

### Színpadi művek
Már 1919-ben a „Laienbund deutscher Mimiker” színielőadásainál megmutatkozott Klaus Mann színház iránti rajongása és a nézők előtti megjelenésben lelt öröme. A színház elbűvölte, mivel szoros összefüggést látott az exhibicionizmus és a művészi tehetség között, „a mélységes öröm, amelyet minden művészi egyén a botrány, az önleleplezés felett érez”, írta a Kind dieser Zeit című művében. Összesen hat színdarabot írt, amelyeket azonban ritkán vagy soha sem adtak elő.
Első megjelent művei közé tartoznak az Anja und Esther (1925) illetve a Revue zu Vieren (1926) című színdarabok; mindkettő a kamaszkor problémáit és a kétségbeesett orientációkeresést tárgyalja. Az előadások nagy érdeklődés mellett futottak és botrányokhoz vezettek, mivel a homoszexuális és egyéb szokatlan szerelmi kapcsolatok ábrázolása provokálta a konzervatív nyilvánosságot. A rossz kritikákat Klaus Mann reklámként üdvözölte. Mindkét darab kifejezésmódja patetikus, dramaturgiája kiérleletlen; az elsőt inkább kuriózumként kinevették, a másodikat élesen bírálták.
Harmadik darabja, a Gegenüber von China, amelyet 1930-ban mutattak be Bochumban, egy amerikai kollégiumban játszódik és az utazásai alatt szerzett benyomásokon alapul. A negyedik darab (Geschwister) Cocteau Les Enfants terribles című regényének színpadra adaptálása. Mivel a darab tárgya egy vérfertőző kapcsolat, a bemutató botrányhoz vezetett. Az Athen kézirata 1932-ben már elkészült, de a hitleri hatalomátvétel miatt soha nem mutatták be. Az utolsó színdarabot tíz évvel később írta The Dead Don’t Care címen, majd 1946-ban átdolgozta és a Der siebente Engel címet adta neki. Ezt sem mutatták be soha, de 2007 elején, Mann születésének 100. évfordulója alkalmából Hamburgban nyilvánosan felolvasták.

### Regények, önéletrajzok
Klaus Mann hét regény és két önéletírás szerzője. Hermann Kesten találó megjegyzése szerint Klaus Mann a regényeiben gyakran többet árult el magáról mint az önéletrajzában. Valójában a Kind dieser Zeit (E kor gyermeke) és Der Wendepunkt (A fordulópont) elsősorban irodalmi műként olvasandó. A fordulópont kulcsfejezete például nem valódi levélváltást tartalmaz, hanem fiktív levelezést: irodalmi módon átdolgozott szövegeket, amelyek évekkel a levelekben megadott dátumok után keletkeztek.
Könyvalakban elsőként megjelent műve az 1925-ben kiadott Vor dem Leben (Az élet előtt) című elbeszéléskötet volt. Ugyanabban az évben következett a Der fromme Tanz (A jámbor tánc), egyike az első homoszexuális tárgyú regényeknek. Az 1929-ben Erika Mannal közösen kiadott útirajz, a Rundherum (Körbe-körbe) után ugyanabban az évben az Alexander. Roman der Utopie kiadása következett, amelyet apja, Thomas Mann kiadója, a S. Fischer Verlag jelentetett meg. 1932-ben jelent meg a Treffpunkt im Unendlichen (Találkozás a végtelenben), az a regény, amelyben első ízben használta a James Joyce és Virginia Woolf ihlette technikát, a Bewusstseinsstrom. Az első száműzetésben kiadott könyve 1934-ben aFlucht in den Norden (Szökés Északra) volt, amelyet Symphonie Pathetique címmel egy Csajkovszkij-regény követett. Legismertebb regénye, a Mephisto. Roman einer Karriere (Mephisto. Egy karrier regénye) egy évvel ezután következett. 1939-ben jelent meg legutolsó regénye, az emigránsokról szóló Der Vulkan (A vulkán).

### Esszék
A Die Sammlung és Decision című irodalmi folyóiratokban megjelent esszéit, valamint beszédeit, kritikáit és máshol kiadatlan szövegeit 1992-től kezdve gyűjteményes kötetekben adták ki: Die neuen Eltern (Az új szülők), Zahnärzte und Künstler (Fogorvosok és művészek), Das Wunder von Madrid (A madridi csoda), Zweimal Deutschland (Kétszer Németország) és Auf verlorenem Posten. Ezeknek témaköre igen széles, kezdve az irodalmi arcképektől, az antifasiszta szövegeken át a politikai és esztétikai megnyilvánulásokig.
Utolsó esszéje, Europe’s Search for a New Credo néhány héttel halála után a New York-i „Tomorrow” című folyóiratban, egy hónappal később Erika Mann fordításában Die Heimsuchung des europäischen Geistes (Az európai szellem otthonkeresése) címmel a zürichi „Neuer Rundschau”-ban jelent meg. Ebben megállapította „az évszázad tartós válságát”, amely a civilizáció szilárd alapjait rendítette meg, és közös öngyilkosságra szólította fel az értelmiségieket és művészeket:
„… Értelmiségiek százainak, sőt ezreinek kellene azt tenniük, amit Virginia Woolf, Ernst Toller, Stefan Zweig, Jan Masaryk tettek. Egy öngyilkossági hullám, amelynek a legkiemelkedőbb, legünnepeltebb szellemek esnének áldozatul, felébresztené a népeket a letargiából, hogy felfogják az otthonkeresés halálos komolyságát, amelyet az emberiség saját maga idézett elő ostobaságával és önzésével”.

### Naplók, levelek
A naplóinak a létezése csak 1989-ben vált ismertté. 1991 óta áll rendelkezésre a kivonatos közléseket tartalmazó hatkötetes kiadás. Azon kívül, hogy kulcsfontosságú információkat közöl Klaus Mannról, tanúságtétel is a 20. század első felének történelméről és irodalomtörténetéről. Ellentétben az önéletrajzaival, a naplókban Klaus Mann nyíltan feljegyezte a benyomásait az emberekről, könyvekről és eseményekről, ezért ezek dokumentumértékkel bírnak. Felvilágosítást adnak az író szerelmi életéről, a drogfüggőségéről, a nehezen legyűrt halálvágyról, a reményeiről, álmairól és lidércnyomásairól, illetve az apjához fűződő nehézkes kapcsolatáról. Maguk a naplók 2010-ig a nem nyilvánosak.
A Klaus Mann – Briefe und Antworten 1922–1949 (Klaus Mann – levelek és válaszok 1922-1949) című kötet az író 362 levelét és 99 választ tartalmaz Klaus Mann családi és baráti levelezéséből. A kötetben megtalálhatók többek között Lion Feuchtwanger, Hermann Hesse és Stefan Zweig levelei, de a kötet súlypontja az írónak az apjával, Thomas Mannal folytatott levelezése.

## Fogadtatása

### Kortársak
Amikor még Klaus Mannal barátok voltak, Gustaf Gründgens ezt írta 1925-ben: „A fiatalabb generáció Klaus Mannban rálelt költőjére. Ezt kell legelőször megállapítanunk. … Mindenekelőtt szeretnünk kell ezeknek az embereknek a költőjét, aki alakjait annyira lélekkel teli és szenvedélyesen vezeti az izgalmas színdarabon (Anja und Esther) át, és – eltérően a legtöbb mai prófétától – nem hagyja a slamasztikában, hanem segítő kézzel és világossággal vezeti őket. És ez Klaus Mann lényege: Nem egyszerűen az új fiatalság ábrázolója, hanem talán arra hivatott, hogy az útmutatójukká váljon.”
A német irodalmi kortársak nem takarékoskodtak a kritikával Klaus Mann korai művei kapcsán, amelyekben a fiatalság szószólójaként állította be magát: „Bronnen drámája, Klaus Mann regénye – úgy hasonlítanak egymásra, mint egy kirepedt szennyvízcső a másikra”, szúrt belé a Die Schöne Literatur. Axel Eggebrecht szerint az író „egy impotens, de arrogáns fiúcsoport vezetője” és azt tanácsolta neki, hogy , „hagyjon minket … öt évig békén.” Bertolt Brecht szerint „Kläuschen” Mann „csendes gyerek, aki ismét a megboldogult nagypapa végbelében játszik”, és Kurt Tucholsky kijelentette: „Klaus Mann a századik reklámjegyzetének szerkesztése közben kificamította a karját, ezért a következő hetekben akadályoztatva van a beszédben.” A kritikai hangok akkor sem hallgattak el, amikor Klaus Mann az első között lépett az antifasizmus útjára. Az önkritikához addig nem szokott Mann néhány javaslatot a szívére vett és a következő években megtanult következetesebben és elméleti megalapozottsággal fogalmazni.
Oskar Maria Graf író 1934-ben találkozott Klaus Mannal Moszkvában és így írta őt le Reise in die Sowjetunion 1934 (Utazás a Szovjetunióba, 1934) című könyvében: „Tiszta, mint akit skatulyából húztak ki, hanyag eleganciával öltözve, karcsú, okos, jellegzetes arccal, ideges mozdulatokkal és feltűnően gyors beszéddel. Vele kapcsolatban minden kissé mesterkélten hatott, amit azonban okos ízlés csillapított. Az egész emberben volt valami nyugtalanság, túlfűtött intellektus, és mindenekelőtt valami nemfiatalosság.” Mann műveihez inkább kritikusan viszonyult: „Amit eddig olvastam tőle, a fel nem dolgozott stílusörökségről árulkodott, amelyet apjától és részben Heinrich Manntól vett át, ami kevéssé volt sajátja, ugyan kifogástalan, de lényeg nélküli. Csak a könnyedén odavetett Rundherum című útirajzában találtam eddig önállóságra utalást”.
1939-ben, a Der Vulkan. Roman unter Emigranten című regény megjelenésekor (amelyet az író legjobb művének tartott), a szintén emigrációban élő Stefan Zweig ezt írta: „Kedves Klaus Mann, van még egy személyes érzésem ezzel a könyvvel – mintha Ön ennek során és ezáltal immunizálódott és megmenekült volna. Ha jól értelmezem, akkor Ön ezt egy korábbi énje ellen írta, a belső bizonytalanságok, kételyek és veszélyérzet ellen: ebben vélem az erejét.”
Klaus Mann egyike volt a kevés német emigránsnak, akik a száműzetés során nagyobb műveket is írtak angol nyelven. Első angol elbeszéléseit még barátja Christopher Isherwood dolgozta át nyelvi-stilisztikai szempontból. Az életében ki nem adott Distinguished Visitors című műve után második önéletrajzát The Turning Point címmel teljesen angolul írta. A cím Mannak arra a nézetére vonatkozik, hogy minden embernek az élete során bizonyos pontokon megvan a lehetősége, hogy egyik vagy másik utat válassza és ezzel meghatározó fordulatot adjon életének. A saját életében ez a fordulat az eszétizáló-játszadozó írótól a politikai elkötelezettséghez vezetett. Az amerikai sajtó lelkes hangvételére példa a The New York Herald Tribune 1942. októberi írása: „Ha alkalmanként nem csúsznának köznyelvi fordulatok a csiszolt prózába, ha nem éreznénk a német transzcendentalizmus fuvallatát, a The Turning Point egy olyan amerikai szerző műve is lehetne, aki a húszas éveket Párizsban töltötte, majd társadalmi öntudatból az antifasiszta fronthoz csatlakozva hazatért. Tanúságot tesz a nemzetközi látásmódról, a nemzeti korlátok átlépéséről…” Az eladások azonban nem igazodtak a ragyogó kritikákhoz.

### Utókor
Klaus Mann újrafelfedezése a második világháború után testvére, Erika érdeme. Ő találta meg Berthold Spangenberg személyében a szerkesztőt és Martin Gregor-Dellin kiadót, hogy 1963-1992 között a Nymphenburger Verlagshandlung-nál újra megjelenhessenek művei. Az írói teljesítmény nyilvános elismerése csak 1981 után történt meg, amikor a Mephisto a tilalom ellenére újra megjelent és két éven belül félmillió példányban nyomtatták ki. Ma a regény a klasszikus iskolai olvasmányok közé tartozik. A sikeres újrakiadást megelőzte Ariane Mnouchkine dramatizált változata a párizsi Théâtre du Soleil-ben, majd 1981-ben következett Szabó István Mephisto-filmje; mindkét adaptáció nagy sikert aratott. Közben kiadták Klaus Mann teljes írói munkásságát, valamint majdnem átfogóan a magánlevelezését és személyes feljegyzéseit is.
Uwe Naumann, Klaus Mann életrajzírója ezt írta a szerző születésének 100. évfordulójára a Zeit-ban: „Amikor 1949 elején Klaus Mann megkeseredve és magányosan öngyilkos lett, nem is álmodta volna, hogy évtizedekkel később kultuszfigurává válik, elsősorban a fiatalok számára.”
„Was bleibt von Klaus Mann” (Mi marad Klaus Mannból) címmel a médiakutató Heribert Hoven így fogalmazott az író 100. születésnapja alkalmából: „Nem sokan reprezentálják hozzá hasonlóan a múlt század első felének tipikus értelmiségijét. Máig is fájdalmasan hiányoznak a tapasztalatai. … Hiányoltuk a hangját a háború utáni Németországban a demokratikus újrakezdés során.”

### Kritika
Klaus Mannt gyakran kritizálták a gyorsan írás miatt, ami számtalan apró következetlenséget okozott a műveiben. Például Hermann Hesse azt kifogásolta a Treffpunkt im Unendlichen című regényben, hogy a főhős Sebastian a 11-es számú hotelszobában lakik, röviddel azután a 12-esben. Thomas Mann szerint a fia „túl könnyen és túl gyorsan” dolgozott.
Munkásságában gyakran találhatóak önéletrajzi vonatkozások, ezért az exhibicionizmus vádjával illették. Marcel Reich-Ranicki ezt írta: „Mindenben, amit Klaus Mann írt, feltűnik, hogy kora fiatalságától milyen erős volt az a szükséglet, hogy vallomásokat és beismeréseket vessen papírra, milyen erősen újra és újra rákényszerült az önmegfigyelésre, önelemzésre és önábrázolásra. … Majdnem minden regénye és novellája egyértelmű és rendszerint csak felületesen álcázott hozzájárulás az önarcképeihez. … Szemmel láthatóan soha nem voltak gátlásai, hogy a saját gondjait és komplexusait kivetítse hőseinek alakjára”.

### Klaus Mann öngyilkossága
Klaus Mannt már kora ifjúságától kezdve a magányosság érzése uralta és a halálról gondolkozott. Magánjellegű feljegyzéseiben és munkáiban egyaránt esztétizálta és dicsőítette a halált. Reich-Ranicki ezt a személyes körülményeire vezeti vissza, mert „Homoszexuális volt. Szenvedélyes volt. Thomas Mann fia volt. Tehát háromszorosan sújtott.”.
Más magyarázatok szerint Klaus Mann halálvágyát és ezáltal öngyilkosságát külső körülmények okozták, így Kurt Sontheimer ezt írta a Die Welt 1990. augusztus 11-i számában: „Klaus Mann önkéntes halálával elbúcsúzott korának szellemi harcaitól – túl korán. De éppen személyével nagyszerű példát mutatott az európai szellembe vetett hitből, amely ma minta lehet számunkra.”
Heinrich Mann hasonlóképpen úgy foglalta össze, hogy unokaöccsét, Klaust „ez a kor ölte meg”, amire Thomas Mann válasza így hangzott: „Bizonnyal saját kezétől halt meg és nem kell a korszak áldozataként feltüntetni. De nagy mértékben az volt.”
Golo Mann testvérének látens halálvágyát hangsúlyozta: „Egy sor heterogén ok, aggodalom a politika és társadalom miatt, pénzhiány, visszhangtalanság, drogfüggés – ezek összeadódnak, de nem adják ki az egészet, ami itt a halál volt. A halálhoz való vonzódás már kezdettől fogva megvolt benne, nem akart és nem tudott megöregedni, a végét járta; a kedvezőbb pillanatnyi körülmények meghosszabbíthatták volna az életét, de csak egy kis darabbal. Ez nem magyarázat semmire, csak megállapítás.”

## Műveinek jegyzéke

### Regények
- Der fromme Tanz. Das Abenteuerbuch einer Jugend. Enoch Verlag, Hamburg 1925
- Alexander. Roman der Utopie. S. Fischer Verlag, Berlin 1929
- Treffpunkt im Unendlichen. S. Fischer Verlag, Berlin 1932
- Flucht in den Norden. Querido Verlag, Amsterdam 1934
- Symphonie Pathétique. Ein Tschaikowsky-Roman. Querido Verlag, Amsterdam 1935
- Mephisto, Roman einer Karriere. Querido Verlag, Amsterdam 1936
- Der Vulkan, Roman unter Emigranten. Querido Verlag, Amsterdam 1939
- The Last Day. 1949 (kiadatlan részlet)

### Elbeszélések, útirajzok, tanulmányok
- Vor dem Leben, Enoch Verlag, Hamburg 1925
- Kindernovelle, Enoch Verlag, Hamburg 1926, (ebd.)
- Rundherum. Ein heiteres Reisebuch. (Erika Mannal). S. Fischer Verlag, Berlin 1929. * Abenteuer, Reclam Verlag, Leipzig 1929
- Auf der Suche nach einem Weg, Transmare Verlag, Berlin 1931
- Das Buch von der Riviera oder was nicht im Baedeker steht. (Erika Mannal). Piper Verlag, München 1931
- Vergittertes Fenster, Querido Verlag, Amsterdam 1937
- Escape to Life. (Erika Mannal). Houghton Mifflin, Boston 1939
- The Other Germany. (Erika Mannal), Modern Age, New York 1940
- Decision. A Review of Free Culture. Ed. by Klaus Mann. New York, Januar 1941 – Februar 1942
- André Gide and the Crisis of Modern Thought. Creative Age, New York 1943
- Heart of Europe. An Anthology of Creative Writing in Europe 1920–1940. Ed. by Hermann Kesten and Klaus Mann. L. B. Fischer, New York 1943
- André Gide: Die Geschichte eines Europäers. Steinberg Verlag, Zürich 1948
- Die Heimsuchung des europäischen Geistes, Essay 1948.

### Színdarabok
- Anja und Esther, 1925
- Revue zu Vieren, 1926
- Gegenüber von China, 1929
- Geschwister (Cocteau nyomán), 1930
- Athen, 1932 (Vincenz Hofer álnév alatt)
- Der siebente Engel, Zürich 1946

### Önéletrajzok, naplók, levelek
- Kind dieser Zeit. önéletrajz. Transmare Verlag, Berlin 1932
- The Turning Point. Önéletrajz. L. B. Fischer, New York 1942
- Joachim Heimannsberg (kiadó): Naplók 1931–1949 (kivonatos). Rowohlt Verlag, Reinbek 1990, ISBN 3-499-13237-0. (A naplókat a müncheni Klaus Mann Archívumban őrzik és a család rendelkezése szerint csak 2010-ben hozhatók teljes nyilvánosságra, a kutatások azonban engedélyezettek.)
- Golo Mann, Martin Gregor-Dellin (kiadók): Levelek és válaszok 1922–1949. Rowohlt Verlag, Reinbek 1991, ISBN 3-499-12784-9

### Versek és sanzonok
Gedichte und Chansons. Edition Frank Albrecht, Schriesheim, 1999, ISBN 3-926-36015-1

## Magyarul
- Mephisto. Regény; ford. Berend Miklósné; Magyar Téka, Bp, 1946
- Mephisto. Egy karrier regénye; ford. Lányi Sarolta; Zrínyi, Budapest, 1957
- A vulkán. Emigránsok között; ford. Kászonyi Ágota, versford. Soltész Gáspár, utószó Győri Judit; Magvető, Budapest, 1981 (Világkönyvtár)
- Fordulópont. Tudósítás egy életről; ford. Tihanyi Vera; Európa, Budapest, 1987 (Emlékezések)

## Filmek
- Mephisto, Szabó István filmje, főszerepben Klaus Maria Brandauer, 1980
- Treffpunkt im Unendlichen – Die Lebensreise des Klaus Mann, Heinrich Breloer és Horst Königstein dokumentumfilmje, 1983
- Flucht in den Norden, Ingemo Engström filmje, 1985/86
- Der Vulkan, Ottokar Runze filmje, főszerepben Nina Hoss, 1998
- Escape to Life – The Erika and Klaus Mann Story, Andrea Weiss és Wieland Speck dokumentumfilmje, 2000
- Die Manns – Ein Jahrhundertroman. Többrészes TV-film a család történetéről, rendezte Heinrich Breloer és Horst Königstein, 2001

## Fordítás
- Ez a szócikk részben vagy egészben  a   Klaus Mann című német Wikipédia-szócikk ezen változatának fordításán alapul.  Az eredeti cikk szerkesztőit annak laptörténete sorolja fel. Ez a jelzés csupán a megfogalmazás eredetét és a szerzői jogokat jelzi, nem szolgál a cikkben szereplő információk forrásmegjelöléseként.